# Нестали у акцији 2
Нестали у акцији: Почетак (енгл. Missing in Action 2: The Beginning) је амерички акциони филм из 1985. године са Чаком Норисом у главној улози. Овај филм је преднаставак филма Нестали у акцији.
Нестали у акцији 2 је сниман у исто време са првим делом филма и намеравано је да буде први део. Међутим, према режисеровим речима процењено је да је наставак много бољи филм и да требало да буде почетак серијала. Тада је студио Кенон заменио наслове филмова и године када су били објављени.

## Улоге
| Глумац               | Улога                    |
| -------------------- | ------------------------ |
| Чак Норис            | пуковник Џејмс Бредок    |
| Сун Тек-Оу           | пуковник Јин             |
| Стивен Вилијамс      | капетан Дејвид Нестор    |
| Бенет Охта           | капетан Хо               |
| Кози Коста           | поручник Ентони Мазили   |
| Џо Мајкл Тери        | каплар Лоренс Опелка     |
| Кристофер Кери       | Емерсон                  |
| Џон Весли            | наредник Ернест Френклин |
| Дејвид Чунг          | Доу Чоу                  |
| Професор Тору Танака | Лао                      |